# Elaenia dayi
El fiofío de Day (Elaenia dayi), también denominado bobito gigante (en Venezuela) o fiofío grande, es una especie de ave paseriforme de la familia Tyrannidae perteneciente al numeroso género Elaenia. Es endémica de la región de los tepuyes del norte de América del Sur.

## Distribución y hábitat

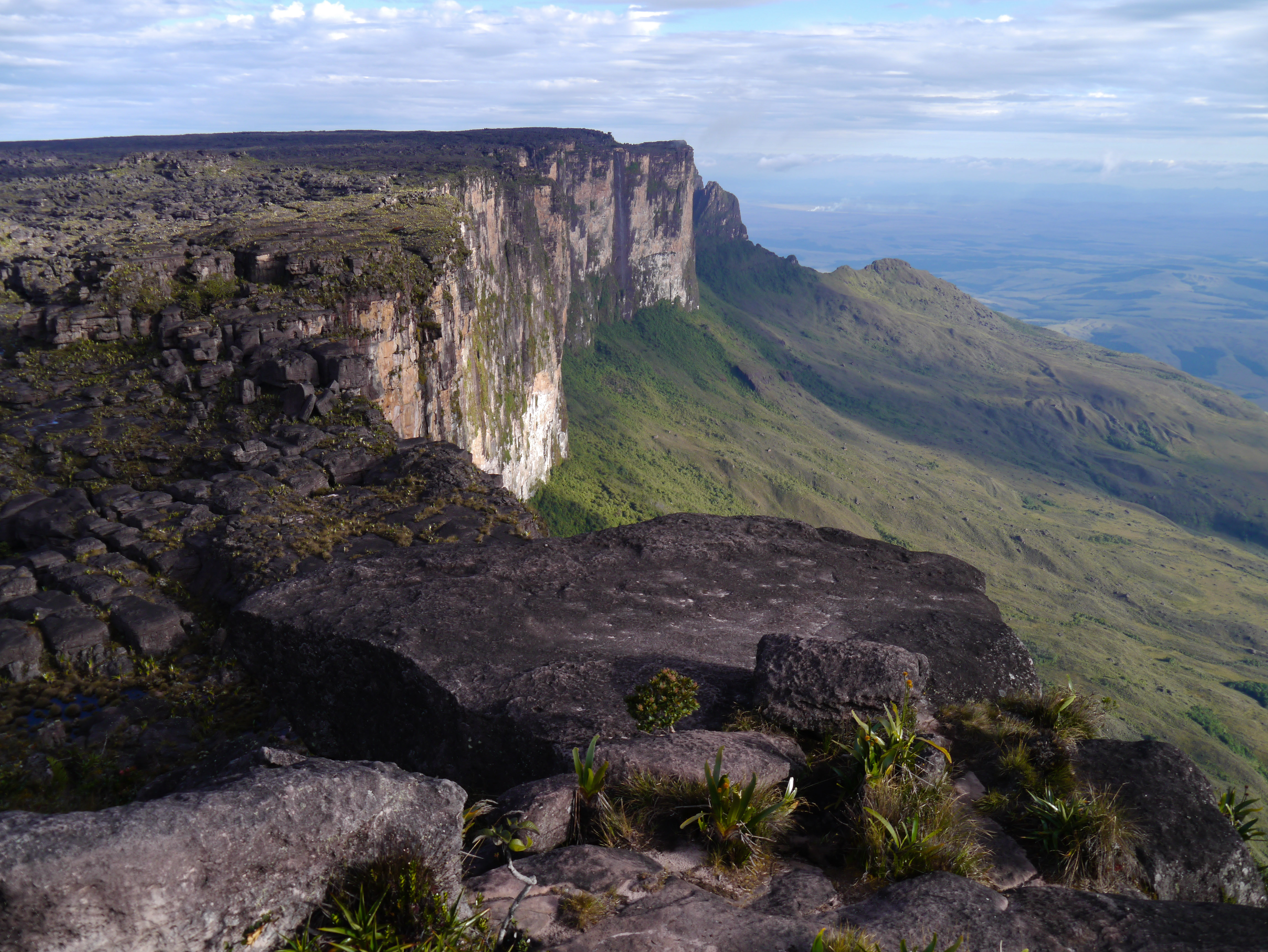
Laderas del Monte Roraima, ejemplo de hábitat de la especie.

Su distribución se limita a los altiplanos (tepuyes) del sur de Venezuela y del adyacente extremo norte de Brasil, también podría encontrarse en las adyacencias de Guyana.
Esta especie es considerada poco común en sus hábitats naturales: los matorrales, bosques secundarios y bordes de selvas de los tepuyes, donde es más numerosa en mayores altitudes, entre 1300 y 2600m.

## Descripción
Es mucho mayor y más oscura que cualquier otra Elaenia, mide 20 cm de longitud, el tamaño de un Myiarchus grande, y pesa entre 29 y 40 g. Presenta una ligera cresta. Por arriba es de color pardo ceniciento oscuro, con un fino anillo ocular blanco, las alas son más oscuras con dos listas blancas. Por abajo es de color oliva grisáceo apagado, con el medio vientre amarillo pálido.

## Sistemática

### Descripción original
La especie E. dayi fue descrita por primera vez por el ornitólogo estadounidense Frank Michler Chapman en 1929 bajo el mismo nombre científico; su localidad tipo es: «cumbre del Monte Roraima, 8600 pies (c. 2620 m), Venezuela»; el holotipo, una hembra adulta recolectada el 18 de noviembre de 1927, se encuentra depositada en el Museo Americano de Historia Natural de Nueva York, bajo el número AMNH 236810
.

### Etimología
El nombre genérico femenino «Elaenia» deriva del griego «ελαινεος elaineos» que significa ‘de aceite de oliva’, ‘oleaginosa’; y el nombre de la especie «dayi», conmemora el coronel Lee G. Day (1890–1968), patrocinador de expediciones a la América tropical entre 1915 y 1927.

### Taxonomía
Aparentemente es pariente próxima de Elaenia sordida.

### Subespecies
Según las clasificaciones del Congreso Ornitológico Internacional (IOC) y Clements Checklist/eBird se reconocen tres subespecies, con su correspondiente distribución geográfica:
- Elaenia dayi auyantepui J.T. Zimmer & Phelps, Sr., 1952 – Auyantepui, en el suroeste de Bolívar.
- Elaenia dayi dayi Chapman, 1929 – montañas y Gran Sabana del sureste de Venezuela (cerros Ptaritepui, Chimantátepui, Kukenam, Roraima) y extremo norte adyacente de Brasil (norte de Roraima); probablemente en la adyacente Guyana.
- Elaenia dayi tyleri Chapman, 1929 – montañas del centro sur de Venezuela en Amazonas (cerros Parú, Huachamacari, Marahuaca, Duida) y suroeste de Bolívar (Meseta de Jaua).